# Kviteseid gamle kirke

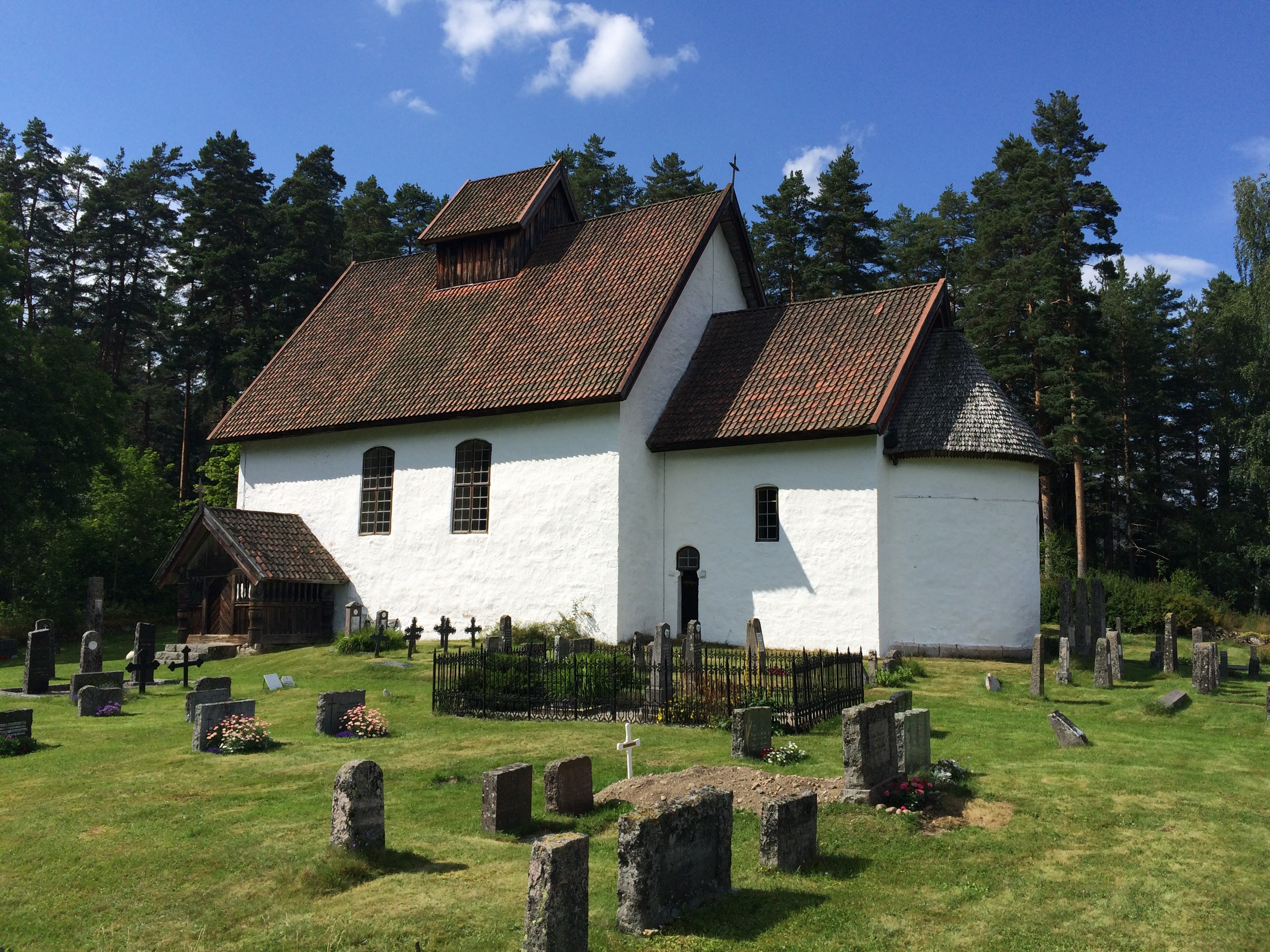
Kviteseid gamle kirke

Kviteseid gamle kirke (Nynorsk: Kviteseid gamle kyrkje) (wörtlich: Alte Kirche von Kviteseid), vor 1916 nur Kviteseid kirke (Kviteseid Kirche), ist eine der ältesten Kirchen in der Telemark. Sie liegt auf dem Gebiet der Kommune Kviteseid in der norwegischen Provinz (Fylke) Telemark neben dem Kviteseid bygdetun am Kviteseidvatnet. Möglicherweise war sie St. Olav geweiht, wofür es aber keine Belege gibt. Die Kirche war jahrhundertelang das religiöse Zentrum der Propstei Øvre Telemark.

## Name
Vor 1916 war die Kirche nur als Kviteseid Kirche genannt. Seit der Fertigstellung der neuen Kirche von Kviteseid im Jahr 1916 wird sie als die alte (gamle) Kirche von Kviteseid bezeichnet. Im altnordischen wurde sie im 13. und 14. Jahrhundert Hvítiseiðis kirkja genannt (abgeleitet von Hvítiseið, d. h. Kviteseid im Altnordischen). Während der dänisch-norwegischen Union wurde sie unter dem Einfluss des Dänischen Hvidesøe Kirke oder Hvidesø Kirke genannt. Kviteseid wurde dann im 19. Jahrhundert auch Hvideseid und Hviteseid geschrieben. Ab dem Ende des 19. Jahrhunderts wurde die Schreibweise Kviteseid von einigen verwendet und wurde in den ersten Jahrzehnten des 20. Jahrhunderts allgemein verbreitet. Die Kirche heißt heute in Bokmål Kviteseid gamle kirke und in Nynorsk Kviteseid gamle kyrkje.

## Baubeschreibung

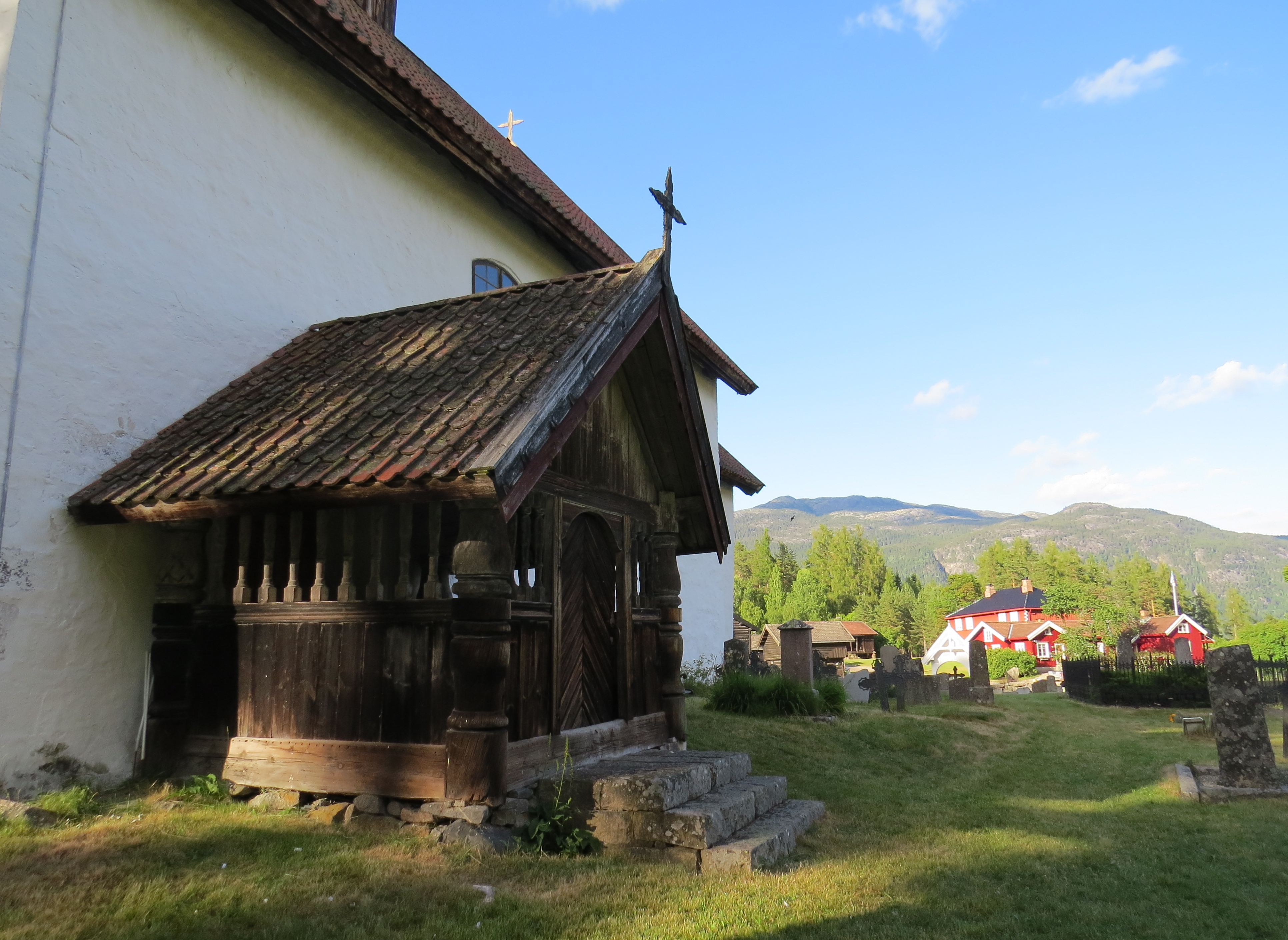
Eingang zur Kirche

Die Kirche hat ein rechteckiges Kirchenschiff mit einem schmaleren und niedrigeren Chor mit einer halbkreisförmigen Apsis. Mit einer Dicke von 1,5 m sind die Außenmauern sehr massiv und stabil ausgebildet. Sie bietet Sitzplätze für etwa 200 Besucher. Die Kirche ist traditionell in Ost-West-Richtung gebaut, aber der Haupteingang ist nicht wie üblich im Westen, da dort das Gelände steil herabfällt. Der Eingang ins Kirchenschiff erfolgt über das Südportal, welches von zwei Halbsäulen flankiert ist und von einem eingefügten Holzbogen mit einem geschnitzten Drachenmotiv überspannt wird. An der Tür befindet sich ein geschmiedeter Eisenring, von dem die Legende sagt, dass das Ende der Welt gekommen ist, wenn dieser Ring abgenutzt ist.
Mitten auf dem Hauptdach befindet sich ein kleiner Glockenturm, als Dachreiter ausgeführt. In ihm befindet sich eine Glocke.

## Geschichte
Der Baustil der Kirche zeigt, dass die Ursprünge der Kirche wahrscheinlich ins 10. Jahrhundert zurückgehen und sie so alt ist wie die ältesten Steinkirchen in der Telemark. Dies sind die Kirchen in Bø und Seljord, die allesamt auch St. Olav geweiht sind.
Eine dendrochronologische Untersuchung der Jahresringe des verbauten Holzes lassen darauf schließen, dass ein Teil der Kirche im Jahr 1260 erbaut wurde.
Obwohl das Gebäude aus 1,5 m dicken Wänden besteht, berichtet Bischof Jens Nilssøn, dass im Jahr 1595 der südliche Teil der Kirche eingestürzt ist, aber kurz darauf wieder aufgebaut wurde.
König Frederik IV. verkaufte 1723 alle norwegischen Kirchen, da die Staatskassen nach dem großen nordischen Krieg leer waren. Die Kirche von Kviteseid wurde an die Witwe von Christen Thomesen verkauft. Es sieht jedoch so aus, dass die Bevölkerung die Kirche rasch zurückbekam, denn im Jahr 1784 schrieb B. H. Løvenskiold das "Hvideseid Kirke eies af Almuen" (dt.: Kviteseids Kirche gehört der Allgemeinheit).
Im 18. Jahrhundert erhielt die Kirche eine Veranda vor dem Südportal. Der Dachreiter stammt aus dem 19. Jahrhundert. 1915 wurde im Dorf Kviteseid eine neue Kirche gebaut und die alte Kirche außer Betrieb genommen.
1929 wurde die grauweiße Kalkfarbe, die über Decke und Paneele gestrichen wurde, entfernt, sodass die alten Ausschmückungen wieder zum Vorschein kam. Diese Renovierung wurde im Jahr 1969 weitergeführt und vollendet. Dabei wurde dann die Kalkfarbe in der Apsis und im Chor entfernt, sodass viele alte Zeichnungen freigelegt wurden. Dabei entdeckte man auch, dass es einst ein kleines Fenster in der Apsis gab. Dies wurde im Zuge der Renovierung dort wieder eingebaut.

## Ausstattung

### Chor
Im Chor wurden Kreuze aus dem 13. Jahrhundert und Fresken von Tieren, Schiffen und Soldaten sowie Inschriften, wahrscheinlich aus dem 16. und 17. Jahrhundert, freigelegt. In den Jahren 1713 bis 1714 verzierte Thomas Blixius die Decke im Chor mit Ornamenten aus Laub und die Seiten mit Blumenreben. Hier gab es früher auch 11 Bilder der ersten Könige aus der Oldenburger Dynastie. Diese stammten aus der Zeit um 1750. Bei der Restaurierung im Jahr 1969 wurden sie ins Kirchenschiff an die West- und Nordwand platziert.

### Taufbecken und Altar

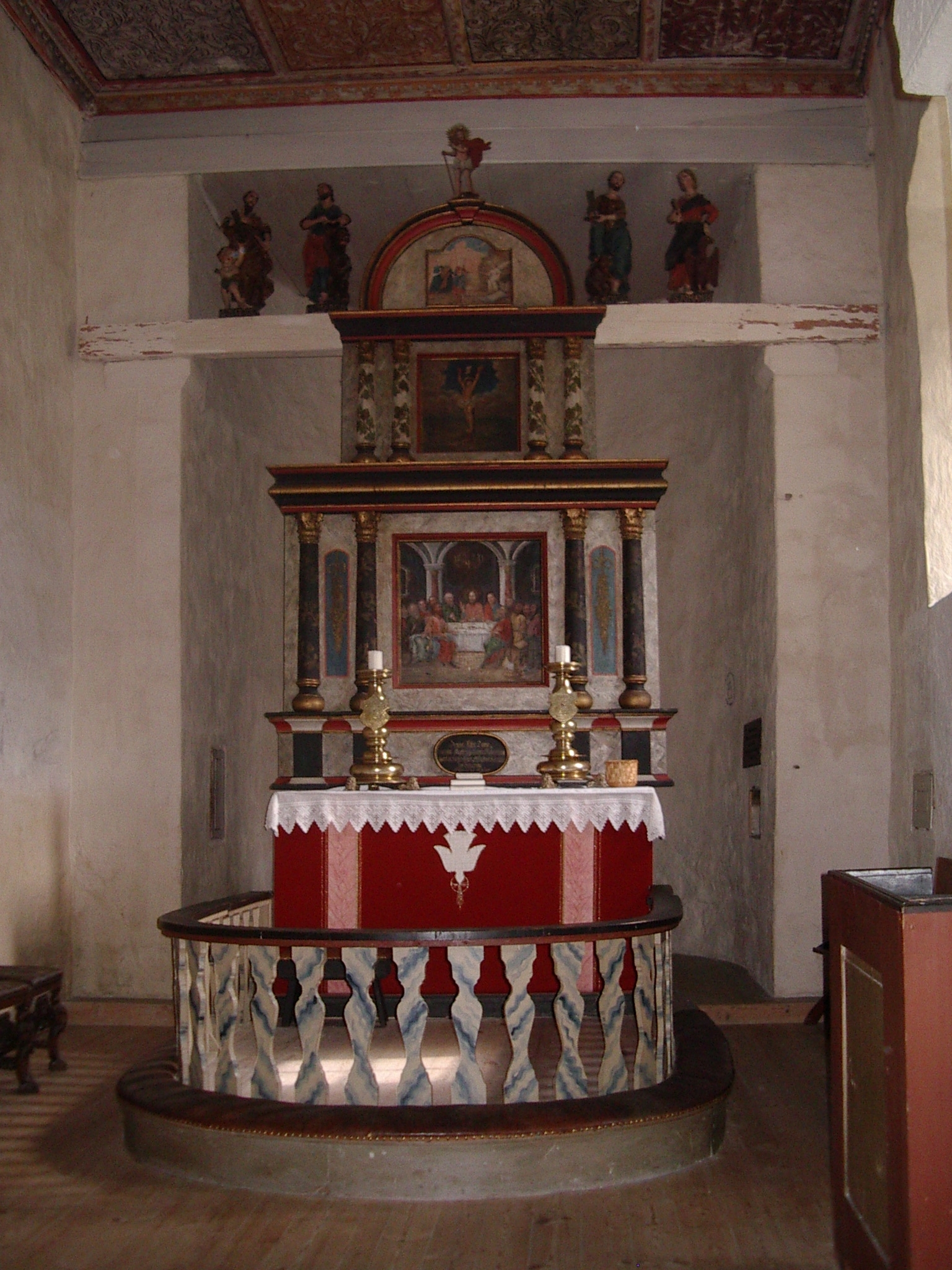
Altar der Kirche

Das Taufbecken aus dem 17. Jahrhundert hat die Form einer Sanduhr und besteht aus Holz mit geschnitzten Ornamenten.
Das Altarbild stammt aus dem Jahr 1777, zeigt das Abendmahl und die Kreuzigung und ist flankiert von zwei korinthischen Säulenpaaren. 
Am Fuß des Altarbildes findet sich folgende Inschrift: 

„Denne Altartavle med sin Stafering haver en ved Navn Halvord Grod gjort efter dess Kongeliges Begjæring 1732 den 9. februar.“

„Dieses Altarbild mit seiner Beschriftung wurde von einem Mann namens Halvord Grod angefertigt, nach einem Auftrag des Königs vom 9. Februar 1732.“

### Tränenstein
In einem Raum in der Wand des Chores befindet sich ein glatter und runder Stein, ein sogenanntes "St. Olavs Brot" – „Tränenstein“. Es gibt darüber verschiedene Legenden. Zwei der Legenden erzählen Folgendes:
„Der Stein wurde von einem bösen Grafen in Dänemark hergestellt, der seine norwegische Magd gezwungen hat, am Festtag, an dem der heilige Olav starb, Brot zu backen. Ein Tag, der allen Norwegern heilig war. Sie drohte jedoch, dass sie nicht an St. Olav glauben würde, wenn diese Untat nicht gerächt würde. Da geschah es, dass das Brot, das sie im Ofen hatte, zu Stein wurde. Die Steine sind an verschiedenen Stellen verstreut.“
„Der "Tränenstein" oder Brotstein soll ein heiliger Stein sein, ein Relikt aus heidnischer Zeit, das verehrt wurde. Der Stein lag einmal auf einer Kommode im Pfarrhaus, von welcher er herunterfiel und einen kleinen Jungen traf, sodass er starb. Der Junge wurde einbalsamiert und soll unter dem Altar in der Kirche liegen.“

### Glocke
Im Dachreiter befindet sich eine Glocke aus dem Jahr 1857 mit folgender Inschrift:

„Lyd til Herrens Pris og ære
att din klang maa budskap bære
om hans hjælp i all vor nød
om hans trøst i liv og død.“

„Höre auf den Lobpreis und die Herrlichkeit des Herrn, auf dass dein Klang die Botschaft bringt für seine Hilfe in all unserer Not und über seinen Trost im Leben und Sterben.“

### Sonstiges

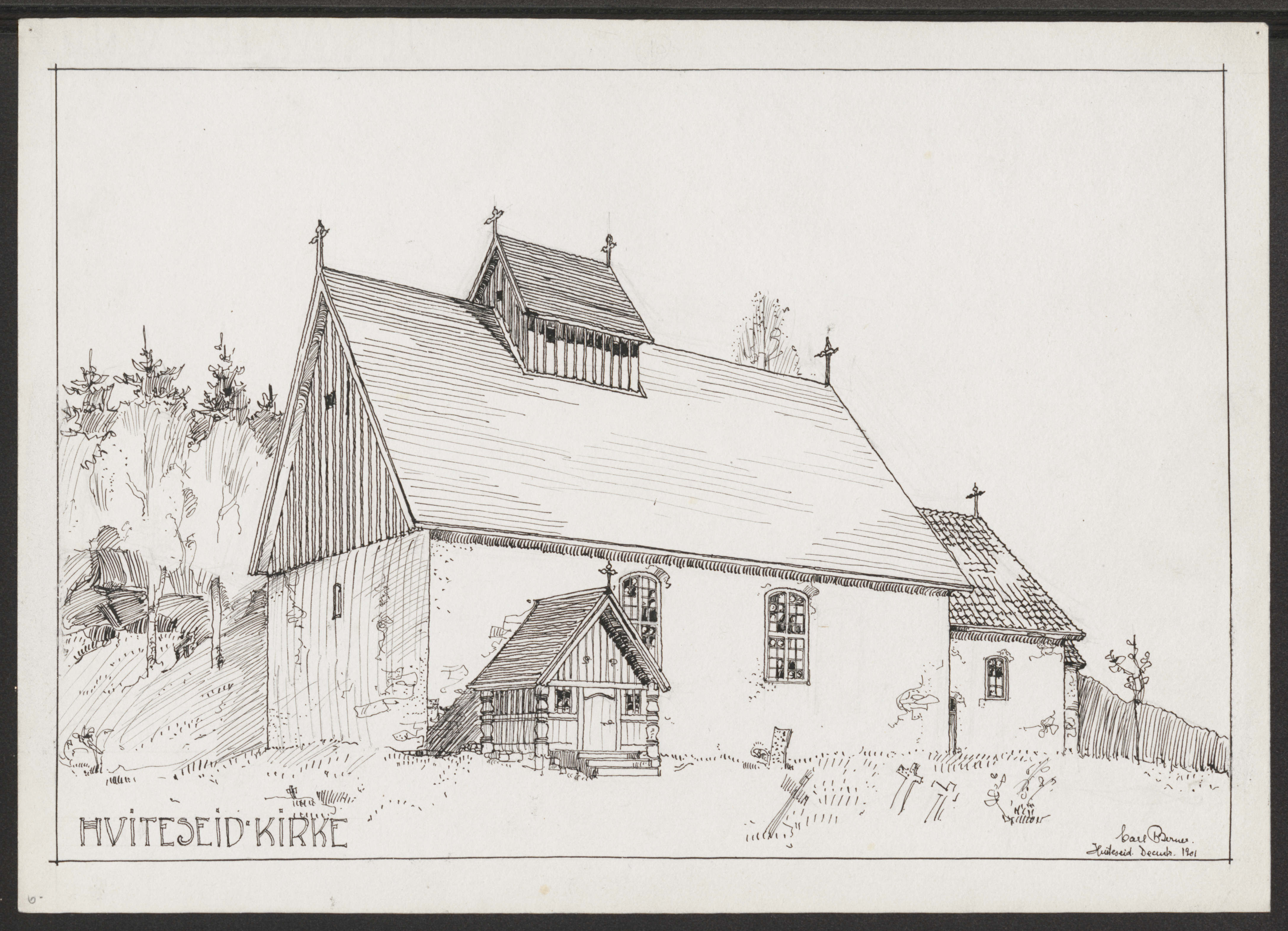
Kviteseid kirke

Unter dem Boden der Kirche sind mehrere ehemalige Pfarrer begraben. Unter anderem der Propst Peder Povelsson Paus (1590–1653), der 1633–1653 Pfarrer in Kviteseid war und an der Spitze des Chores begraben liegt. Für mehr als zweihundert Jahre ab 1653 hing in der Kirche ein lateinisches Gedicht zum Gedenken an Pfarrer Paus, geschrieben von seinem Sohn Povel Pedersson Paus. Das Original befindet sich jetzt in der Manuskriptsammlung der Nationalbibliothek.
Der Dichter Jens Zetlitz ist auf dem Friedhof der Kirche begraben.